# Carloman de Baviera
Carloman (en alemany: Karlmann) (830 - 22 de març de 880) va ser el fill gran del monarca carolingi Lluís el Germànic. Va regnar com a rei de Baviera des del 876 i rei d'Itàlia des del 877.

## Biografia
Carloman va néixer el 830, el primer fill de Lluís el Germànic i la seva esposa Emma de Baviera. En arribar a l'edat adulta reclamà al seu pare un regne propi per governar, revoltant-se el 861, i un altre cop el 863. Aviat els seus dos germans petits Lluís i Carles el Gras s'afegiren a les seves demandes i es rebel·laren. Lluís es veié obligat a deixar establert el repartiment dels seus regnes entre els tres fills: A Carloman li va prometre el regne de Baviera, que també incloïa la Panònia, Caríntia, Bohèmia, Moràvia i les marques orientals. A Lluís li correspongié Saxònia, i a Carles Suàbia.
El 876 Lluís el Germànic va morir i els tres germans van heretar els respectius regnes. A diferència del que havia passat entre el seu pare i els oncles, i estava passant amb els seus cosins, els tres germans van mantenir la concòrdia entre ells i van actuar conjuntament coordinant les seves polítiques.

L'imperi Carolingi a la mort de Lluís II el Germànic. En color lila els territoris assignats a Carloman.

L'imperi Carolingi a la mort de Carles el Calb, Carloman afegeix el regne d'Itàlia a les seves possessions.

A la mort de Carles el Calb de la França Occidental, Carloman va aprofitar per creuar els Alps i proclamar-se rei d'Itàlia. També pretenia fer-se coronar emperador, però el 879 va patir un vessament cerebral que li causà paraplegia i l'incapacità per governar. Com que no tenia descendència legítima, va dividir el regne entre els seus dos germans donant Baviera a Lluís i Itàlia a Carles. Carloman morí l'any següent.

## Família

### Avantpassats
|  |                         |  |  |  |  |  |  |  |  |  |  |  |  |  |  |  |
|  | 16. Pipí el Breu        |  |  |  |  |  |  |  |  |  |  |  |  |  |  |  |
|  |                         |  |  |  |  |  |  |  |  |  |  |  |  |  |  |  |
|  |                         |  |  |  |  |  |  |  |  |  |  |  |  |  |  |  |
|  | 8. Carlemany            |  |  |  |  |  |  |  |  |  |  |  |  |  |  |  |
|  |                         |  |  |  |  |  |  |  |  |  |  |  |  |  |  |  |
|  |                         |  |  |  |  |  |  |  |  |  |  |  |  |  |  |  |
|  | 17. Bertrada de Laon    |  |  |  |  |  |  |  |  |  |  |  |  |  |  |  |
|  |                         |  |  |  |  |  |  |  |  |  |  |  |  |  |  |  |
|  |                         |  |  |  |  |  |  |  |  |  |  |  |  |  |  |  |
|  | 4. Lluís el Pietós      |  |  |  |  |  |  |  |  |  |  |  |  |  |  |  |
|  |                         |  |  |  |  |  |  |  |  |  |  |  |  |  |  |  |
|  |                         |  |  |  |  |  |  |  |  |  |  |  |  |  |  |  |
|  | 9. Hildegarda           |  |  |  |  |  |  |  |  |  |  |  |  |  |  |  |
|  |                         |  |  |  |  |  |  |  |  |  |  |  |  |  |  |  |
|  |                         |  |  |  |  |  |  |  |  |  |  |  |  |  |  |  |
|  | 2. Lluís el Germànic    |  |  |  |  |  |  |  |  |  |  |  |  |  |  |  |
|  |                         |  |  |  |  |  |  |  |  |  |  |  |  |  |  |  |
|  |                         |  |  |  |  |  |  |  |  |  |  |  |  |  |  |  |
|  | 5. Ermengarda d'Hesbaye |  |  |  |  |  |  |  |  |  |  |  |  |  |  |  |
|  |                         |  |  |  |  |  |  |  |  |  |  |  |  |  |  |  |
|  |                         |  |  |  |  |  |  |  |  |  |  |  |  |  |  |  |
|  | 1. Carloman de Baviera  |  |  |  |  |  |  |  |  |  |  |  |  |  |  |  |
|  |                         |  |  |  |  |  |  |  |  |  |  |  |  |  |  |  |
|  |                         |  |  |  |  |  |  |  |  |  |  |  |  |  |  |  |
|  | 6. Welf                 |  |  |  |  |  |  |  |  |  |  |  |  |  |  |  |
|  |                         |  |  |  |  |  |  |  |  |  |  |  |  |  |  |  |
|  |                         |  |  |  |  |  |  |  |  |  |  |  |  |  |  |  |
|  | 3. Emma d'Altdorf       |  |  |  |  |  |  |  |  |  |  |  |  |  |  |  |
|  |                         |  |  |  |  |  |  |  |  |  |  |  |  |  |  |  |
|  |                         |  |  |  |  |  |  |  |  |  |  |  |  |  |  |  |
|  | 7. Hedwiga de Baviera   |  |  |  |  |  |  |  |  |  |  |  |  |  |  |  |
|  |                         |  |  |  |  |  |  |  |  |  |  |  |  |  |  |  |
|  |                         |  |  |  |  |  |  |  |  |  |  |  |  |  |  |  |

### Matrimoni i descendència
Carloman es va casar en primeres núpcies amb la filla (de nom desconegut) d'Ernest I, comte de Nordgau.
Carloman va tenir una amant de nom Liutwwindis, de la qual no es coneix l'ascendència i amb la qual va tenir un fill. Al seu fill bastard Arnulf li cedí el ducat de Caríntia i més endavant arribaria a ser rei dels francs orientals.